# José Mariano Amabis
José Mariano Amabis (1947 -) é um geneticista,  pesquisador, professor universitário e autor brasileiro de livros didáticos do ensino médio.

## Formação e Carreira
Graduado em ciências biológicas pela Universidade de São Paulo, realizou, em 1972 e pela mesma universidade, um mestrado em Genética, ao qual seguiu-se, dois anos depois, um doutorado concernente aos cromossomos da espécie de mosquitos-fungos Trichosia pubescens 
Em 1975, concluiu um pós-doutorado em ciências biológicas pela Universidade Radboud de Nimega.
Regressado ao Brasil, e atuando como docente no Instituto de Biociências da Universidade de São Paulo (IB-USP), contribuiu, no largo de várias décadas, ao estudo da Fisiologia de cromossomos, notabilizando-se pela sua prolificidade na área. 
Estabelecido em sua carreira acadêmica, passou a dedicar-se ao estudo da Educação no Brasil, concentrando seus esforços na análise do ensino nacional das Ciências naturais, que criticou ativamente em conferências e entrevistas.
Juntamente a Gilberto Rodrigues Martho, Amabis escreveu livros didáticos voltados ao ensino médio e exames vestibulares, entre os quais figura a clássica coleção Biologia, dividida em três volumes e publicada pela Editora Moderna.

## Publicações[7]
Biologia, coescrito com Gilberto Rodrigues Martho (Editora Moderna, São Paulo, 1974)
Curso básico de biologia, coescrito com Gilberto Rodrigues Martho (Editora Moderna, São Paulo, 1985)
Fundamentos da biologia moderna, coescrito com Gilberto Rodrigues Martho (Editora Moderna, São Paulo, 1990)
Conceitos de biologia, coescrito com Gilberto Rodrigues Martho (Editora Moderna, São Paulo, 2001) 
Biologia em contexto, coescrito com Gilberto Rodrigues Martho (Editora Moderna, São Paulo, 2013)